# Sjundeå kommunhus
Sjundeå kommunhus (finska: Siuntion kunnantalo) är ett kommunhus i Sjundeå i sydvästra Finland. Huset, som ritades av arkitektbyrån Carl-Johan Slotte & André Schütz, byggdes vid kommunens administrativa center i Sjundeå stationsområdet år 1990. Husets yta är på cirka 1 000 m².
Innan Sjundeå kommunhus byggdes samlades kommunens administrativa organ först i Sjundeå sockenstuga och senare i huset Åvalla som båda ligger i Sjundeå kyrkoby. Kommunen ville sedan 1950-talets slut flytta till nya lokaler eftersom lokaler vid kyrkbyn blev för små för kommunens kanslier. Stationsområdet hade också växt mycket och blivit den största tätorten i Sjundeå. Därför var det också naturligt för kommunen att ha sitt kansli där.
I början av 2020 stängde Sjundeå kommunhuset på grund av en stor vattenskada som hade hänt i huset under en veckoslut. Ett stort rör hade gått sönder. Kommunens kanslier flyttade till evakueringslokaler i Sjundeå bad. Huset kommer att repareras.